# Miguel (football, 1970)
Pour les articles homonymes, voir Miguel et Hernández.
Miguel Hernández Sánchez, plus communément appelé Miguel  est un footballeur espagnol né le 19 février 1970 à Madrid. Il évoluait au poste de défenseur central.

## Biographie

### En club
Miguel commence sa carrière dans le club amateur du Galáctico Pegaso. Il joue ensuite en faveur de quatre clubs professionnels : le Rayo Vallecano, le  RCD Espanyol, l'UD Salamanque et l'UE Lleida. Il termine sa carrière dans les clubs amateurs du Terrassa FC et du CD Móstoles.
Il dispute au cours de sa carrière, 66 matchs en première division (deux buts), 82 matchs en deuxième division, et 62 matchs en troisième division. Il inscrit son premier but en Liga le 22 novembre 1992, contre le CA Osasuna (victoire 1-0). Il marque son second but le 14 mars 1993, contre le Real Oviedo (match nul 2-2).

### En équipe nationale
Il est champion olympique avec l'Espagne aux Jeux olympiques d'été de 1992. Il joue deux matchs lors du tournoi olympique.

## Carrière
- 1989-1990 :  Galáctico Pegaso
- 1990-1994 :  Rayo Vallecano
- 1994-1996 :  RCD Espanyol
- 1996-1997 :  UD Salamanca
- 1997-1998 :  UE Lleida
- 1998-1999 :  Terrassa FC
- 1999-2000 :  CD Móstoles

## Palmarès
Avec l'Espagne :
- Médaillé d'or aux Jeux olympiques d'été de 1992.